# 얼라인먼트 리서치 센터
얼라인먼트 리서치 센터(Alignment Research Center, ARC)는 버클리 (캘리포니아주)에 본사를 둔 비영리 연구 기관으로, 첨단 인공지능과 인간의 가치 및 우선순위 간의 AI 정렬에 전념한다. 전 오픈AI 연구원인 폴 크리스티아노가 설립한 ARC는 현재 AI 모델의 잠재적으로 유해한 기능을 인식하고 이해하는 데 중점을 둔다.

## 상세
ARC의 임무는 미래의 강력한 기계 학습 시스템이 안전하게 설계 및 개발되어 인류에게 도움이 되도록 하는 것이다. 이 센터는 2021년 4월 폴 크리스티아노와 AI 정렬의 이론적 문제에 초점을 맞춘 다른 연구원들에 의해 설립되었다. 이들은 AI 시스템이 정직하고 유용하게 행동하도록 훈련하기 위한 확장 가능한 방법을 개발하려고 시도한다. 그들의 방법론의 핵심 부분은 시스템이 더욱 발전함에 따라 제안된 정렬 기술이 어떻게 실패하거나 우회될 수 있는지를 고려하는 것이다. ARC는 이론적 연구에서 경험적 연구, 산업 협력 및 정책으로 확장하고 있다.
2022년 3월, ARC는 오픈 필란트로피로부터 26만 5천 달러를 받았다. FTX의 파산 이후, ARC는 몰락한 암호화폐 금융가인 샘 뱅크먼프리드의 FTX 재단으로부터 받은 125만 달러의 보조금을 "도덕적으로 (법적으로는 아니더라도) FTX 고객 또는 채권자에게 속한다"고 밝히며 반환하겠다고 말했다.
2022년, 베스 반스(Beth Barnes)는 "고급 AI 모델의 능력과 정렬을 평가하는" 팀인 ARC Evals를 시작하기 위해 오픈AI에서 ARC로 합류했다. 2023년 12월, ARC Evals는 독립 비영리 단체인 METR로 분사되었다.
2023년 3월, 오픈AI는 GPT-4가 권력 추구 행동을 보이는 능력을 평가하기 위해 ARC에 GPT-4 테스트를 요청했다. ARC는 GPT-4의 전략 수립, 자체 복제, 자원 수집, 서버 내 은폐, 피싱 작업 수행 능력을 평가했다. 테스트의 일환으로 GPT-4는 CAPTCHA 퍼즐을 풀도록 요청받았다. GPT-4는 기그 워크 플랫폼인 태스크래빗에서 인간 작업자를 고용하여 자신이 로봇이 아닌 시각 장애가 있는 인간이라고 속여 퍼즐을 풀 수 있었다. ARC는 GPT-4가 제한된 정보를 유도하는 프롬프트에 GPT-3.5보다 82% 적게 허용되지 않는 응답을 했으며, 환각은 GPT-3.5보다 60% 적었다고 판단했다.

## 같이 보기
- AI 안전